# Gornji Vukšinac
Gornji Vukšinac falu Horvátországban Zágráb megyében. Közigazgatásilag Dubravához tartozik.

## Fekvése
Zágrábtól 50 km-re keletre, községközpontjától 5 km-re északkeletre, a megye keleti részén fekszik.

## Története
A falu 1880-ig, majd 1910-től 1931-ig Vukšinac része volt. 1931-től számít önálló településnek.
1857-ben 266, 1910-ben 404 lakosa volt. Trianonig Belovár-Kőrös vármegye Križi járásához tartozott. 2001-ben 146 lakosa volt.

## Lakosság
| Lakosság változása | Lakosság változása | Lakosság változása | Lakosság változása | Lakosság változása | Lakosság változása | Lakosság változása | Lakosság változása | Lakosság változása | Lakosság változása | Lakosság változása | Lakosság változása | Lakosság változása | Lakosság változása | Lakosság változása |  |
| ------------------ | ------------------ | ------------------ | ------------------ | ------------------ | ------------------ | ------------------ | ------------------ | ------------------ | ------------------ | ------------------ | ------------------ | ------------------ | ------------------ | ------------------ |  |
| 1857               | 1869               | 1880               | 1890               | 1900               | 1910               | 1921               | 1931               | 1948               | 1953               | 1961               | 1971               | 1981               | 1991               | 2001               |  |
| 266                | 252                | 299                | 185                | 243                | 404                | 423                | 449                | 248                | 253                | 223                | 195                | 162                | 99                 | 146                |  |

## Külső hivatkozások
Dubrava község hivatalos oldala